# パチ・フェレイラ
フランシスコ・"パチ"・フェレイラ・コルメネロ（Francisco 'Patxi' Ferreira Colmenero、1967年5月22日 - ）は、スペイン・カスティーリャ・イ・レオン州サウセレ出身の元サッカー選手、現サッカー指導者。ポジションはDF。元スペイン代表。

## 選手経歴

### クラブ
1984-85シーズン、アスレティック・ビルバオでプリメーラ・ディビシオン初出場を記録したが、センターバックとして先発フル出場したデビュー戦では0-3で敗れた。1987-88シーズン、ハワード・ケンドール監督によってレギュラーに抜擢され、以降2シーズンでリーグ戦71試合10得点を記録した。
1989年、アトレティコ・マドリードに移籍。1シーズン目は3バックの中央を務め、リーグ戦36試合に出場し、チームのリーグ4位フィニッシュに貢献した。2シーズン目からはレアル・サラゴサから加入してきたフアニートや生え抜きの選手であるロベルト・ソロサバルといった選手にポジションを奪われた。
1997年、セビージャFCやバレンシアCFを経て古巣アスレティック・ビルバオに復帰した。復帰後2シーズン目の1998-99シーズンには、自身のキャリアで初となるUEFAチャンピオンズリーグに出場したが、グループステージ敗退で大会を後にした。

### 代表
1988年9月14日、アスレティック・ビルバオでの活躍により、この日のユーゴスラビア代表戦でスペイン代表初キャップを刻んだ。

## 指導者経歴
2001年にラージョ・バジェカーノで現役から引退すると、アスレティック・ビルバオ時代に同僚であったガイスカ・ガリターノのアシスタントコーチをとして指導者キャリアをスタートさせた。アシスタントコーチとしてSDエイバルやアスレティック・ビルバオのコーチングスタッフ入りを経験している。

## 個人成績
- キャリア通算 - 515試合34得点[7]
  - プリメーラ・ディビシオン - 358試合22得点
  - セグンダ・ディビシオン - 73試合7得点

## タイトル
アスレティック・ビルバオ
- コパ・デル・レイ : 2回 (1990-91, 1991-92)